# Tropizodium trispinosum
Tropizodium trispinosum är en spindelart som först beskrevs av Theodore W. Suman 1967.  Tropizodium trispinosum ingår i släktet Tropizodium och familjen Zodariidae. Inga underarter finns listade i Catalogue of Life.